# 파리녜이라
파리녜이라(포르투갈어: farinheira)는 포르투갈의 소시지이다. 밀가루와 돼지기름 및 여러 가지 양념을 넣어 만든다.

## 이름
포르투갈어 "파리녜이라(farinheira)"는 "밀가루로 만든"이라는 뜻으로, "밀가루"를 뜻하는 낱말인 "파리냐(farinha)"의 파생어이다.

## 역사
포르투갈의 스파라드 유대인(과 무어인)은 1497년에 기독교로 개종하든지 또는 국외로 추방당해야 했다. 노부 크리스탕(기독교 개종자) 가운데 비밀스럽게 종교적 신념을 이어가던 사람들은 유대교(와 이슬람교)에서 금지하는 돼지고기 섭취를 피했는데, 당시 포르투갈의 전통 소시지는 대부분 돼지고기로 만들었다. 푸메이루(fumeiro→훈제장)에 소시지를 걸어두지 않으면 발각되어 이단 심문을 당할 수 있었기 때문에, 이들은 돼지고기 대신 밀가루를 넣은 소시지를 만들게 되었다.
현재는 돼지기름을 함께 넣어 만드는 경우가 많다.
포르탈레그르를 비롯한 포르탈레그르현의 여러 지역에서 생산하는 "파리녜이라 드 포르탈레그르(farinheira de Portalegre)"는 1997년 9월 27일부터, 이스트레모스와 보르바를 비롯한 에보라현의 여러 지역에서 생산하는 "파리녜이라 드 이스트레모스 이 보르바(farinheira de Estremoz e Borba)"는 2004년 8월 21일부터 유럽 연합의 지리적 표시 보호(PGI)를 받고 있다.

## 만들기
밀가루에 마사 드 피멘탕(피망 페이스트)과 파프리카가루, 포도주를 넣어 소시지 색을 내며, 현재는 돼지기름을 첨가하는 경우가 많다. 케이싱을 가득 채우지 않고 만둘며, 염지와 훈제 과정을 거친다.
삶거나 굽거나 지져 먹는다. 코지두 아 포르투게자나 페이조아다 등에 흔히 곁들이는 소시지이다.

## 같이 보기
- 쇼리수
- 알례이라